# 尼塞闊格 (紐約州)
尼塞闊格（英語：Nissequogue）是位於美國紐約州薩福克縣的村。

## 人口
根據2020年美國人口普查的數據，尼塞闊格的面積為10.44平方千米，當中陸地面積為9.86平方千米，而水域面積為0.57平方千米。當地共有人口1564人，而人口密度為每平方千米150人。